# Tanguy Zoukrou
Tanguy Xavier Banhie Zoukrou (Le Chesnay, 7 maggio 2003) è un calciatore francese, difensore dello Young Boys.

## Carriera

### Club
Zoukrou è un prodotto dei settori giovanili di FO Plaisir e Boulogne-Billancourt. Nel gennaio del 2020 si è trasferito al Troyes, con cui ha esordito nella sconfitta per 2-1 in Ligue 1 contro il Paris Saint-Germain il 7 agosto 2021.
Nella stagione 2024-2025 gioca 14 partite nella prima divisione svizzera e 3 partite nella fase campionato di Champions League (più 2 partite nei turni preliminari della medesima competizione) con gli svizzeri dello Young Boys.

### Nazionale
Il suo percorso nella nazionali giovanili inizia debuttando con l'Under-19.
Il 10 maggio 2023 è stato incluso dal selezionatore Landry Chauvin nella lista dei convocati della nazionale Under-20 per partecipare al Mondiale di categoria in Argentina.

## Statistiche

### Presenze e reti nei club
Statistiche aggiornate al 24 maggio 2025.
| Stagione        | Squadra         | Campionato      | Campionato | Campionato | Coppe nazionali | Coppe nazionali | Coppe nazionali | Coppe continentali | Coppe continentali | Coppe continentali | Altre coppe | Altre coppe | Altre coppe | Totale | Totale | Totale |
| Stagione        | Squadra         | Comp            | Pres       | Reti       | Comp            | Pres            | Reti            | Comp               | Pres               | Reti               | Comp        | Pres        | Reti        | Pres   | Reti   |        |
| --------------- | --------------- | --------------- | ---------- | ---------- | --------------- | --------------- | --------------- | ------------------ | ------------------ | ------------------ | ----------- | ----------- | ----------- | ------ | ------ | ------ |
| 2021-2022       | Troyes 2        | N3              | 8          | 0          | -               | -               | -               | -                  | -                  | -                  | -           | -           | -           | 8      | 0      |        |
| 2022-2023       | Troyes 2        | N3              | 7          | 0          | -               | -               | -               | -                  | -                  | -                  | -           | -           | -           | 7      | 0      |        |
| 2023-2024       | Troyes 2        | N3              | 1          | 0          | -               | -               | -               | -                  | -                  | -                  | -           | -           | -           | 1      | 0      |        |
| Totale Troyes 2 | Totale Troyes 2 | Totale Troyes 2 | 16         | 0          |                 | -               | -               |                    | -                  | -                  |             | -           | -           | -      | -      |        |
| 2021-2022       | Troyes          | L1              | 4          | 0          | CF              | 0               | 0               | -                  | -                  | -                  | -           | -           | -           | 4      | 0      |        |
| 2022-2023       | Troyes          | L1              | 8          | 0          | CF              | 1               | 0               | -                  | -                  | -                  | -           | -           | -           | 9      | 0      |        |
| 2023-2024       | Troyes          | L1              | 31         | 1          | CF              | 1               | 0               | -                  | -                  | -                  | -           | -           | -           | 32     | 1      |        |
| Totale Troyes   | Totale Troyes   | Totale Troyes   | 43         | 1          |                 | 2               | 0               |                    | -                  | -                  |             | -           | -           | 45     | 1      |        |
| 2024-2025       | Young Boys      | SL              | 14         | 0          | CS              | 2               | 0               | UCL                | 5                  | 0                  | -           | -           | -           | 19     | 0      |        |
| Totale carriera | Totale carriera | Totale carriera | 73         | 1          |                 | 4               | 0               |                    | 5                  | 0                  |             | -           | -           | 82     | 1      |        |